# Elecciones generales de Malta de 1955
Las elecciones generales de Malta de 1955 tuvieron lugar entre el 26 y el 28 de febrero del mencionado año con el objetivo de renovar los 40 escaños de la Cámara de Representantes. Fueron las trigésimo sextas elecciones generales de la historia maltesa, y se realizaron mediante el sistema de voto único transferible.
Solo tres partidos presentaron candidaturas: el oficialista Partido Nacionalista (PN), el Partido Laborista (PL) y el Partido Progresista Constitucionalista (PCP), así como algunas candidaturas independientes. La campaña se polarizó en torno a la cuestión de las relaciones entre Malta, entonces una colonia británica, y el Reino Unido, con respecto a la posibilidad de obtener la independencia como un Reino de la Mancomunidad.
El Partido Nacionalista, encabezado por el primer ministro George Borg Olivier, denunció que el gobierno colonial británico había influido indebidamente en el electorado. El PL, encabezado por Dom Mintoff, obtuvo un aplastante triunfo con el 56,73% del voto popular y una mayoría absoluta de 23 escaños. El PN obtuvo más votos que en la elección anterior en términos porcentuales y absolutos, con un 40,21% y los 17 escaños restantes, pero la desaparición de su socio de coalición, el Partido de los Trabajadores, condujo a que perdiera el control del ejecutivo maltés. El PCP, tercera fuerza más votada con el 3,02%, no pudo conseguir escaños. Las candidaturas independientes reunieron 45 votos exactos, con una participación electoral del 81,16% del electorado registrado.
Mintoff juró el cargo como primer ministro de Malta el 11 de marzo de 1955.